# Heinz A. Staab
Heinz August Staab, född 26 mars 1926 i Darmstadt, Tyskland, död 29 juli 2012 i Berlin, var en tysk kemist, professor och 1984–90 ordförande för Max Planck-sällskapet för främjande av vetenskap.

## Biografi
Efter att ha studerat kemi vid universiteten i Marburg och Tübingen, tog han en doktorsexamen som kemist 1953 i Heidelberg. Som postdoktoral forskare, arbetade han med Richard Kuhn vid Max Planck-institutet med medicinsk forskning och tog en med.dok.-examen i Heidelberg. År 1962 utsågs han till professor i organisk kemi vid Heidelbergs universitet och arbetade där från och med 1963 som professor och från 1974 som chef vid avdelningen för organisk kemi vid Max Planck-institutet för medicinsk forskning i Heidelberg. År 1966–68 var han dekanus vid universitetet och 1968–1970 prorektor. Han blev professor emeritus 1996.
Staab arbetade inom heterocykliska kemi. Han utförde kinetiska och spektroskopiska studier av denna typ av föreningar och deras tillämpning i preparativ organisk kemi. Annan forskning fokuserade på fysisk och syntetisk organisk kemi och bioorganisk kemi, i synnerhet med undersökningar av den molekylära strukturen och dess relation till fysikaliska, kemiska och biologiska egenskaper.
På 1950-talet ledde han utvecklingen av karbonyldiimidazol (även Staab reagens) som ersättning för fosgen i organisk syntes, och speciellt peptidkemi, där den används i stor utsträckning. 
Han är också känd genom sin 1959 publicerade lärobok Theoretische Organische Chemie, där han angav nya spektroskopiska metoder såsom NMR-spektroskopi för organiska kemister. Han har vidare publicerat över 340 vetenskapliga artiklar.

## Hedersbetygelser
Staab var ordinarie ledamot i Heidelberger Akademie der Wissenschaften, 1994–1996 tjänstgjorde han som ordförande i akademin. Han var medlem av der Deutschen Akademie der Naturforscher Leopoldina från 1974 och Academia Europaea. Dessutom var han medlem av der Österreichischen Akademie der Wissenschaften, der Bayerischen Akademie der Wissenschaften och der Russischen Akademie der Wissenschaften.
Staab var vidare hedersmedlem i den indiska Vetenskapsakademien. Av Academia Sinica, tilldelades han en hedersprofessur och han var hedersdoktor vid Weizmanninstitutet. År 1979 tilldelades han Adolf von Baeyer minnesmedalj der Gesellschaft Deutscher Chemiker. År 1991 tilldelades han av ministerpresident Erwin Teufel,  delstaten Baden-Württembergs förtjänstmedalj. År 1996 erhöll han Harnack Medal, den högsta utmärkelsen för enastående service till Max Planck-sällskapet. Han blev 1999 hedersmedlem i der Gesellschaft Deutscher Chemiker (GDCh), där han var ordförande 1984–1985.